# Гільєрмо Кампаналь
Гільєрмо Гонсалес дель Ріо Гарсія (ісп. Guillermo González del Río García, 9 лютого 1912, Авілес, Іспанія — 22 січня 1984, Севілья) — іспанський футболіст, що грав на позиції нападника. У футбольних колах більше відомий як Гільєрмо Кампаналь чи Кампаналь І (ісп. Guillermo Campanal, Campanal I). Учасник другого чемпіонату світу. Найкращий бомбардир в історії «Севільї».

## Довоєнний період
Першими його командами були «Фортуна» з Леганесі і астурійський «Вільялегре», а згодом він перейшов у «Спортінг», який представляв ту ж провінцію. Погравши в складі хіхонського клубу один сезон у другому іспанському дивізіоні, Гонсалес дель Ріо, підписавши свій перший професійний контракт з клубом «Севілья». Андалусійского клуб, який також виступав на той момент в Сегунді, заплатив за фактурного сімнадцятирічного нападника двадцять тисяч песет; до слова, перехід Кампаналя в «Севілью» викликав хвилю обурення у середовищі вболівальників Хіхона, що мало не призвело до міських заворушень. Так чи інакше, але габаритний завершувач атак знайшов команду, в якій провів всю кар'єру професіонального футболіста. Першим трофеєм став регіональний Кубок Андалусії 1930; але пройшло ще чотири роки, перш ніж «Севілья» здобула підвищення у класі. У 1931 році Кампаналь вже був одним із системоутворюючих гравців клубу, і тому його вимушене відлучення від футболу в зв'язку зі службою в армії в 1932—1933 рр. відстрочило довгоочікуваний вихід до Прімери. В останньому турі драматичного сезону 1933/34 завдяки голу Кампаналя «Севілья» здобула перемогу у Сегунді і відібрала пряму путівку в елітний дивізіон у мадридського «Атлетіко». 
У цьому сезоні Кампаналь провів 17 матчів і забив 28 голів; його бомбардирські звитяги не залишилися без уваги з боку головного тренера національної збірної Іспанії Амадео Гарсії. В результаті 22-річний футболіст, без досвіду виступів у Прімері, поїхав на чемпіонат світу до Італії, де, щоправда, тренер вважав за краще не ризикувати і не випускав його на поле аж до крайнього моменту, коли втрачати іспанцям було нічого. 1 червня 1934 року Кампаналь дебютував за збірну в переграванні чвертьфіналу проти господарів турніру — італійців; матч закінчився мінімальною поразкою іспанців (0:1) поєдинок так і залишився єдиним епізодом участі Кампаналя на великих міжнародних турнірах. З різних причин наступний виклик в національну команду він отримав лише в наступному десятилітті.
Дебютний сезон у Прімері андалусійська команда завершила на 5-му місці, що було безумовним успіхом; на рахунку Кампаналя — 20 голів в 17 матчах. Того ж року «Севілья» здобула національний кубок — у фіналі були сильнішими за «Сабадель» (3:0). Кампаналь відзначився дублем, — і з цього часу почався десятирічний «золотий вік» для клубу, на три роки, втім, перерваний громадянською війною. Кампаналь — один з головних творців історичних перемог і вже точно — найпопулярніша особистість в Севільський команді. Навколо нього складаються легенди; історія про портьє, який загинув від удару м'ячем, яким вистрілив зі стадіону Кампаналь, — вже з розряду фольклору футбольної Андалусії. Сила удару, надзвичайна технічність при значних фізичних даних, блискавична реакція, прекрасне почуття моменту, відданість клубу і багата на пригоди життя за межами футбольного поля, — все це і багато іншого перетворило Кампаналя за життя в легендарного персонажа.

## Повоєнний період
Після закінчення громадянської війни у «Севільї» утворилася потужна лінія нападу в складі Хосе Лопеса, Раймундо Бланко, Рафаеля Беррокаля, Мігеля Торронтегі, Хосе Діаса Пайя (Пепільо) і самого Кампаналя. Її називають «Los Stukas» — скорочена форма від німецького терміна «Sturzkampfflugzeug» («Пікірувальний військовий літак»). «Севілья» гідно пережила воєнні роки, зберігши склад і матеріальну базу, і в перший післявоєнний сезон стала найсильнішою у Кубку Генералісимуса. На цей раз в фінальному поєдинку Кампаналь оформив хет-трик (матч проти «Расинга» з Ферроля завершився з рахунком 6:2), і знову, як і чотири роки тому, його гол виявився переможним. У сезоні 1939/40 «Севілья» стала другою в чемпіонаті, упустивши в останньому турі гарантований, здавалося було, титул. Два сезони поспіль — 1939/40 і 1940/41 — «Севілья» ставала найрезультативнішою командою ліги, при цьому в другому випадку зайнявши лише п'яте місце. До сезону 1940/41 відноситься і сама результативна перемога андалусійцев в рамках вищої ліги — «Барселона», котра переживає зовсім не найгірші часи у своїй історії, була розгромлена з рахунком 11:1, а Кампаналь записав на свій рахунок пента-трик; в рамках того ж чемпіонату йому вдалися хет-трик в матчі проти «ВаленсіЇ» (10:3; при цьому і «Валенсія», і «Барселона» обійшли «Севілью» в підсумковій турнірній таблиці) і дубль проти мадридського «Реала» (5:0). Час «Реала», проте, пробив трохи пізніше — в сезоні 1941/42 Кампаналь відправив у ворота королівського клубу п'ять м'ячів (підсумковий рахунок 6:0). На хвилі нових успіхів він вдруге отримує виклик до збірної. У 1941 році Гільєрмо взяв участь в двох товариських матчах проти збірної Португалії, відзначившись по разу в кожному з них. У сезонах 1940/41 і 1941/42 Кампаналь з 17 голами ставав кращим бомбардиром самої результативної команди Прімери, але трофей Пічічі так і залишився його нездійсненої мрією.
Починаючи з сезону 1942/43 бомбардирські показники Кампаналя починають знижуватися — спочатку десять голів (в дев'ятнадцяти іграх), потім, в сезоні 1943/44, шість голів у шістнадцяти іграх (три з шести він відправив у ворота мадридського «Реала»; той матч закінчився з рахунком 6:3). Тоді ж «Севілья» поповнилася молодими талантами, покликаними замінити поступово сходять зі сцени ветеранів; в числі підсилення андалусійского клуб — його майбутня зірка Хуан Арса. Поступово «Севілья» наближається до заповітного чемпіонства, знову піднявшись на срібну сходинку в сезоні 1942/43 і задовольнившись бронзовими медалями в сезоні 1943/44. Нарешті, в 1946 році «Севілья», через одинадцять років після виходу з Сегунди, стала чемпіоном Іспанії. Але роль 34-річного Кампаналя в досягненні цієї історичної успіху була вже мінімальна: за весь сезон він зіграв лише в чотирьох матчах, в яких двічі вразив ворота суперника, в тому числі на його рахунку і вирішальний гол у матчі проти його «улюбленої» жертви — мадридського «Реала». Після закінчення наступного чемпіонату, участь Кампаналя в якому було чисто символічним, він офіційно закінчив кар'єру гравця. Його клубний рекорд за кількістю забитих м'ячів так і залишився неперевершиним: молодший сучасник Кампаналя, Хуан Арса, зумів тільки наблизився до нього.
Статистика по кількості проведених офіційних ігор і забитим голам на сьогоднішній день не цілком точна. В рамках Прімери він провів за команду 157 матчів, в яких забив 101 гол. Ще 53 матчі і 40 голів на його рахунку — в рамках Кубка Іспанії (в різні роки цей турнір називався Кубок Короля, Кубок Президента Республіки і Кубок Генералісимуса). У другому дивізіоні Кампаналь зіграв у 72 матчах, в яких відзначився 75 голами. Невідомою залишається статистика про кількість зіграних матчів і забитих м'ячів у регіональному турнірі (чемпіонаті Андалусії).

## Тренерська діяльність
Номінально все ще залишаючись гравцем «Севільї», Кампаналь в листопаді 1946 очолив «Депортіво Малага», чинного володаря Кубка Андалусії, що виступав у другому дивізіоні. Однак до кінця року даний клуб і покинув; «КД Малага» якраз вступив в реорганізаційних період, результатом якого в числі іншого стало створення нині відомого футбольного клубу «Малага», розпочатого з резервної команди вищезгаданого «Депортіво». Далі Кампаналь працював головним тренером у «Алькале» і «Корьє», з третього іспанського дивізіону. У 1949 році він очолив «Севілью» і в сезоні 1950/51 досяг кращого результату в своїй тренерській кар'єрі — срібних медалей. У цей час у команді дебютував його племінник — Марселіно Вакеро Гонсалес дель Ріо, який увійшов в історію під ім'ям Кампаналь II. У 1953 році Гільєрмо Кампаналь передав команду в руки Еленіо Еррери і на цьому, загалом, закінчив зі своєю тренерською кар'єрою. 
Згодом, мали місце два епізодичних повернення на тренерський місток «Севільї». Вдруге, він очолив команду на один, останній матч сезону 1956/57. Перед останнім туром «Севілья» займала третє місце в чемпіонаті і для досягнення прийнятного результату — віцечемпіонства та путівки в Кубок європейських чемпіонів — зобов'язана була перемагати «Барселону». Перемога дозволила андалузцям зрівнятися з каталонцями за кількістю очок і обійти їх за додатковими показниками. Влітку команда брала участь у Малому кубку світу, що проходив у Венесуелі. 
Востаннє повернутися на трохи більш тривалий термін, наприкінці сезону 1958/59 — на цей раз з місією зберегти місце Прімері. З цим завданням, Кампаналь впорався: «Севілья» обійшла «Гранаду», що залишилася в зоні перехідних матчів, за рахунок додаткових показників.

## Титули і досягнення
- Чемпіон Іспанії (1):

«Севілья»: 1946
- Володар Кубка Іспанії (2):

«Севілья»: 1935, 1939
- Переможець Сегунди (1):

«Севілья»: 1934
- Чемпіон Андалусії (5):

«Севілья»: 1930, 1931, 1936, 1939, 1940